# Ферхат Пехліван
Ферхат Пехліван (тур. Ferhat Pehlivan; 20 серпня 1988, Трабзон) — турецький боксер, призер чемпіонату Європи.

## Аматорська кар'єра
2007 року Ферхат Пехліван став чемпіоном Туреччини.
На чемпіонаті Європи 2008 завоював бронзову медаль.
- В 1/8 фіналу переміг Беноні Марку (Румунія) — 4-1
- У чвертьфіналі переміг Сергія Казакова (Росія) — 2-1
- У півфіналі програв Хосе де ла Ніеве (Іспанія) — 6-6(+)

На чемпіонаті світу 2009 програв у другому бою Давиду Айрапетяну (Росія) — 2-7.
На чемпіонаті Європи 2010 програв у другому бою Хосе де ла Ніеве (Іспанія) — 1-2.
На чемпіонаті Європи 2011 програв у другому бою Белику Галанову (Росія) — 10-14.
на чемпіонаті світу 2011 програв у другому бою Карлосу Кіпо (Еквадор) — 10-17.
На Олімпійських іграх 2012 переміг двох суперників, а у чвертьфіналі програв Давиду Айрапетяну]] (Росія) — 11-19.